# Baleár-szigetek
A Baleár-szigetek (katalánul: Illes Balears, spanyolul: Islas Baleares) Spanyolország egyik autonóm közössége, egyben tartománya (provinciája); azon 7 autonóm közösség egyike, mely egyetlen tartományból áll. Az Ibériai-félszigettől keletre 100–200 km távolságra, a Földközi-tenger nyugati medencéjében található.
Napjainkban Európa egyik legnépszerűbb nyaralóhelye kellemes klímájának és egyéb adottságainak köszönhetően. Őslakosainak anyanyelve a katalán, de mindenki beszél spanyolul.

## Földrajza
Geológiailag a dél-spanyolországi Betikai-Kordillerák folytatása.

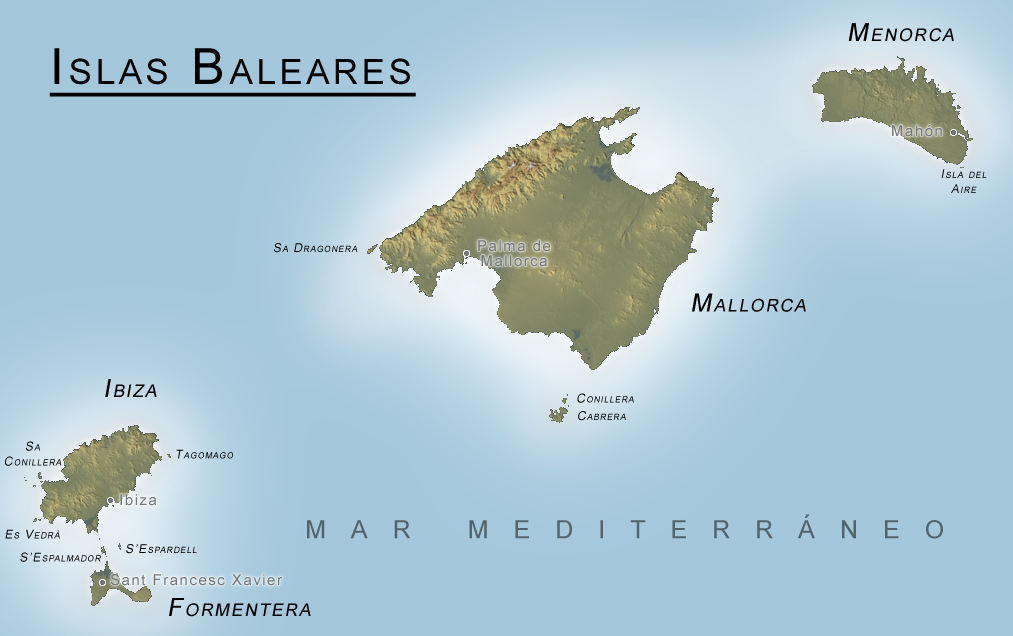
A Baleár-szigetek térképe

A szigetcsoport 5 nagyobb tagja:
| Elhelyezkedése | Kép | Zászló | Név                       |
| -------------- | --- | ------ | ------------------------- |
|                |     |        | Mallorca                  |
|                |     |        | Menorca                   |
|                |     |        | Ibiza (katalánul Eivissa) |
|                |     |        | Formentera                |
|                |     |        | Cabrera                   |

### Éghajlata
| Hónap                                   | Jan. | Feb. | Már. | Ápr. | Máj. | Jún. | Júl. | Aug. | Szep. | Okt. | Nov. | Dec. | Év   |
| --------------------------------------- | ---- | ---- | ---- | ---- | ---- | ---- | ---- | ---- | ----- | ---- | ---- | ---- | ---- |
| Rekord max. hőmérséklet (°C)            | 23,8 | 23,5 | 26,5 | 27,8 | 31,0 | 36,5 | 36,6 | 36,6 | 38,4  | 32,0 | 28,4 | 23,8 | 38,4 |
| Átlagos max. hőmérséklet (°C)           | 15,7 | 15,9 | 17,7 | 19,7 | 22,7 | 26,8 | 29,7 | 30,3 | 27,7  | 24,0 | 19,6 | 16,7 | 22,2 |
| Átlagos min. hőmérséklet (°C)           | 8,1  | 8,3  | 9,6  | 11,4 | 14,6 | 18,4 | 21,4 | 22,2 | 19,9  | 16,5 | 12,3 | 9,5  | 14,4 |
| Rekord min. hőmérséklet (°C)            | −1,2 | 0,2  | 1,0  | 3,4  | 7,6  | 10,0 | 15,9 | 16,5 | 12,1  | 8,5  | 2,4  | 1,1  | −1,2 |
| Átl. csapadékmennyiség (mm)             | 37   | 36   | 27   | 31   | 27   | 11   | 5    | 18   | 57    | 58   | 53   | 52   | 412  |
| Havi napsütéses órák száma              | 162  | 166  | 211  | 246  | 272  | 299  | 334  | 305  | 236   | 205  | 157  | 151  | 2744 |
| Forrás: Agencia Estatal de Meteorología |      |      |      |      |      |      |      |      |       |      |      |      |      |

| Hónap | Jan. | Feb. | Már. | Ápr. | Máj. | Jún. | Júl. | Aug. | Szep. | Okt. | Nov. | Dec. | Év   |
| --- | ---- | ---- | ---- | ---- | ---- | ---- | ---- | ---- | ----- | ---- | ---- | ---- | ---- |
| Átlagos max. hőmérséklet (°C)                                                                                      | 15,4 | 15,5 | 17,2 | 19,2 | 22,5 | 26,5 | 29,4 | 29,8 | 27,1  | 23,7 | 19,3 | 16,5 | 21,9 |
| Átlagos min. hőmérséklet (°C)                                                                                      | 8,3  | 8,4  | 9,6  | 11,7 | 15,1 | 18,9 | 21,9 | 22,5 | 19,9  | 16,6 | 12,3 | 9,7  | 14,6 |
| Átl. csapadékmennyiség (mm)                                                                                        | 43   | 37   | 28   | 39   | 36   | 11   | 6    | 22   | 52    | 69   | 59   | 48   | 450  |
| Havi napsütéses órák száma                                                                                         | 167  | 170  | 205  | 237  | 284  | 315  | 346  | 316  | 227   | 205  | 161  | 151  | 2784 |
| Forrás: AEM Guía resumida del clima en España (1981–2010). [2012. március 23-i dátummal az eredetiből archiválva]. |      |      |      |      |      |      |      |      |       |      |      |      |      |

| Hónap                                   | Jan. | Feb. | Már. | Ápr. | Máj. | Jún. | Júl. | Aug. | Szep. | Okt. | Nov. | Dec. | Év   |
| --------------------------------------- | ---- | ---- | ---- | ---- | ---- | ---- | ---- | ---- | ----- | ---- | ---- | ---- | ---- |
| Átlagos max. hőmérséklet (°C)           | 15,2 | 15,4 | 17,5 | 19,8 | 23,7 | 28,1 | 31,2 | 31,3 | 27,9  | 23,9 | 19,0 | 16,1 | 22,5 |
| Átlagos min. hőmérséklet (°C)           | 3,8  | 4,0  | 5,2  | 7,4  | 11,3 | 15,4 | 18,3 | 18,9 | 16,5  | 13,1 | 8,3  | 5,4  | 10,7 |
| Átl. csapadékmennyiség (mm)             | 37   | 32   | 26   | 34   | 32   | 12   | 5    | 17   | 50    | 62   | 55   | 48   | 410  |
| Havi napsütéses órák száma              | 163  | 166  | 202  | 234  | 283  | 316  | 342  | 315  | 222   | 203  | 162  | 152  | 2760 |
| Forrás: Agencia Estatal de Meteorología |      |      |      |      |      |      |      |      |       |      |      |      |      |

## Története
A szigetcsoport legkorábbi lakóiról számos legenda maradt fent, az egyik hagyomány szerint a szigeteket a trójai háború után a görögök gyarmatosították.
A szigetek lakossága nagyon vegyes, akiknek szokásairól több furcsa történetet is meséltek. Egyes történet szerint az itt talált nép eleinte csupaszon, vagy csak juhbőrbe burkolva jártak – innen ered a szigetek neve (Gymnesian-szigetek) a népi etimológia egyik változata szerint – a föníciaiak öltöztették fel őket a széles tunikákba. Más történetek szerint meztelenek csak a nyári forróságban voltak. Más legendák pedig úgy tartják, hogy a lakosság üreges sziklák között és mesterséges barlangokban élt. Házasságuk és temetkezési szokásaik is sajátosak, római megfigyelők szerint Diodoroszhoz kapcsolódnak. 
Az ókorban a szigetek lakói zsoldosként szolgáltak, először a karthágóiak, utána  pedig a rómaiak alatt. A föníciaiak a szigeteket nagyon korai időkben birtokba vették; a kolonizációnak egy figyelemre méltó nyomát őrzi a város Mago (MAO Menorca). Karthágó bukása után a szigetek a jelek szerint gyakorlatilag függetlenek lettek. A rómaiak azonban könnyen találtak ürügyet a szigetek elfoglalására. A nagyobb szigeten 3000 római és hispán telepes alapította meg Palma és Pollentia városát.
Geiserich vandál király hódította meg a szigeteket. Azonban 533 végén, vagy 534 elején, az Ad Decimum csata után a Bizánci Birodalom irányítása alá került. Később, 698 és a 707 között az Omajjád kalifátus uralma alá került. 859–862 között pedig a virágzó szigeteket a svéd viking király "vasderekú" Björn és testvére Hastein fosztották ki.
902 körül a Córdobai Emirátus volt névlegesen a sziget hűbérura, majd a Cordobai Emirátus szétesése után a tizenegyedik század elején Mujahid al-Siqlabi, Taifa Denia uralkodójának flottája szerezte meg az irányítást a szigetek felett 1015-ben a későbbi  Szardínia és Pisa expedíciók bázisaként. 1050-ben a sziget kormányzója Abd Allah ibn Aglab fellázadt, és létrehozta a független Taifa Mallorcát.
Évszázadokon át a baleár hajósok és kalózok voltak a Földközi-tenger nyugati partjainak urai. De az itáliai tengeri köztársaságok bővülő befolyása és a hatalomváltás az Ibériai-félszigeten a muszlim államok és a keresztény államok között  sérülékennyé tette a szigeteket.
Egy keresztes hadjárat során, 1115-ben kifosztották Palmát, ez a szigeteken véget vetett a nagy tengeri hatalom időszakának, de egy éven belül a most összetört szigetek elfoglalták a berber almorávidákat. Az Almoravidok legyőzték, és 1147-ben leváltották Észak-Afrikában és az Ibériai-félszigeten a rivális Almohad Marrakech dinasztiát. Muhammad ibn Ganiya, a Almoravid igénylő Palma-ba menekült és azt fővárossá alapította. Dinasztiája, a Banu Ghaniya szövetségest keresett, hogy visszaszerezze az Almohad királyságot, Genovának és Pisának megadta az első kereskedelmi engedményeket a szigeteken. 1184, egy expedíciót küldtek visszaszerezni Ifrikija (a part menti területeken a mai Tunézia, Algéria keleti és nyugati Líbia), de az expedíció vereséggel végződött.
1229-ben I. Jakab aragóniai király meghódította Mallorca-t. Ezt gyorsan követte a többi sziget meghódítása is: 1232-ben Menorca és 1235-ben Ibiza is. 1236-ban a legtöbb szigeten I. Péter építette ki királyságát. Péter uralkodott Palmán, de halála után 1258-ban a szigetek visszatértek az Aragóniai koronához.
I. Jakab halála után 1276-ban fiai között osztották fel a tartományokat, mellyel egy új Királyság jött létre Mallorcán a Baleári-szigeteken és a szárazföldi megyékben Roussillon vagy Montpellier, fia, II. Jakab irányítása alatt, a vazallus Aragónia Királyság pedig bátyjára, Péterre maradt.
1469-ben, aragóniai Ferdinánd (Aragónia királya) és I. Izabella kasztíliai királynő (Queen of Kasztília) voltak trónon. Haláluk után, saját területükön (addig külön kormányozták) unokájuk, V. Károly császár uralkodott. Ez tekinthető a modern spanyol állam alapjának.

Az 1978-as baleári függetlenségi mozgalom lobogója.

A Baleár-szigeteket is gyakran támadták meg berber kalózok Észak-Afrikából. 1514-ben, 1515-ben és 1521-ben a Baleár-szigetek partjain és a spanyol félszigeten a török kalózok parancsnoksága alatt az oszmán tengernagy, Hajreddin Barbarossa rajtaütött a lakosságon.
1713-ban, a spanyol örökösödési háború lezáró utrechti szerződés eredményeként Menorca szigete - ahogy Gibraltár is - brit gyarmat lett. A hétéves háború során a franciák foglalták el, de a háborút lezáró békében Nagy-Britannia még meg tudta tartani. Menorca csak az amerikai függetlenségi háborút lezáró 1783-as párizsi békeszerződés nyomán került vissza Spanyolországhoz, amely az amerikaiak oldalán belépett a háborúba. Az utolsó brit megszállás a napóleoni háborúk idején, 1798-tól 1802-ig tartott, amikor a sziget a brit haditengerészeti erők egyik bázisául szolgált
A spanyol polgárháború során Mallorcát és Ibizát az olasz haditengerészet szállta meg. Benito Mussolini eleinte tervezte a szigetek Olaszországhoz csatolását, sőt 100 ezer olasz betelepítését a szigetekre.
1978-ban egy rövid életű baloldali, Franco-ellenes függetlenségi mozgalom bontakozott ki a szigeteken. 1983-ban a szigetek autonómiát kaptak Spanyolországtól.

## Demográfia

### Népesség
A lakosság 79%-a él Mallorca szigetén. A szigetek sűrűn lakottak, a népsűrűség Mallorcán és Ibizán 200 fő/km² körüli. Ez a turistaszezon alatt többszörösére nő.
| A Baleár-szigetek népessége (2005-ben)) | népesség | a szigetek %-ban | népsűrűség (fő/km2) |
| --------------------------------------- | -------- | ---------------- | ------------------- |
| Mallorca                                | 777,821  | 79.12%           | 214.84              |
| Ibiza                                   | 111,107  | 11.30%           | 193.22              |
| Menorca                                 | 86,697   | 8.82%            | 124.85              |
| Formentera                              | 7,506    | 0.76%            | 90.17               |

### Nyelvi megoszlás
A szigetcsoport hivatalos nyelve a spanyol (castellano) és a katalán (català), mellettük a beszélt nyelvben léteznek a keleti katalán dialektus helyi – mallorcai (mallorquí), menorcai (menorquí) és ibizai (eivissenc) – szubdialektusai is.

## Oktatás
A szigeteken 394 iskola található, amiből 263 állami.
A Távoktatás Nemzeti Egyeteme mellett a Baleári Egyetem is képviselteti magát a szigeteken.

## Turizmus
A külföldi turisták száma szerint a Baleár-szigetek – évi 9, 8 millió külföldi turistával – Katalónia után második Spanyolország autonóm közösségei között. Az AENA (a spanyol repülőtereket és polgári légi közlekedést működtető társaság) által közölt adatok szerint a szigeteken Mallorca a fő turisztikai úti cél 65%-kal. A következő Ibiza (katalánul Eivissa) 37%-kal, majd Menorca és Formentera, 18,13%-kal, illetve 12,37%-kal. A szigeteket felkereső külföldi turisták elsősorban Európából (főleg Németországból és az Egyesült Királyságból) érkeznek.